# کنانسویل (کارولینای شمالی)
کنانسویل (به انگلیسی: Kenansville) شهری در ایالت کارولینای شمالی کشور ایالات متحده آمریکا است که جمعیت آن در سرشماری سال ۲۰۱۰ میلادی، ۸۵۵ نفر بوده‌است.